# ان‌جی‌سی ۲۰۷
ان‌جی‌سی ۲۰۷ (انگلیسی: NGC 207) نام یک کهکشان مارپیچی در صورت فلکی نهنگ است.